# فيولا فوغل
فيولا فوغل (بالألمانية: Viola Vogel)‏ هي أحيائية فيزيائية وبروفيسورة ألمانية، ولدت في 1959 في توبينغن في ألمانيا.